# Ventoso (San Marino)
Ventoso è una piccola curazia (frazione) del castello (comune) di Borgo Maggiore (Repubblica di San Marino), situata in direzione nord-ovest lungo la strada più breve che oltrepassando il confine di stato conduce a Verucchio, e che negli ultimi anni è stata sede di un forte incremento edilizio.

## Storia
Il termine "curazia" è in disuso e non viene neanche più usato nella burocrazia. Probabilmente risale ad un secolo fa quando i terreni più grandi e le famiglie contadine che li lavoravano erano gestiti dal parroco (curato) di Borgo Maggiore.
Con una popolazione di circa duecento persone, ma rapidamente in crescita negli ultimi anni per via dello sviluppo costruttivo, Ventoso è costituito da un gruppo di case raccolto intorno alla via principale (via Decima Gualdaria) che prende il nome dalla suddivisione medievale delle zone del territorio comunale di San Marino, le Gualdarie (dal germanico Wald = bosco) che erano 10 e "Castrum Ventosi" (dalla denominazione sulle antiche mappe) era appunto la decima.
Ventoso era sede della più grande azienda produttrice di calcestruzzi della Repubblica, trasferitasi nella zona produttiva di Ca' Martino nel 1998; al posto dello stabilimento produttivo di questa azienda è ora sorta un'area adibita a verde pubblico denominata Parco Passo del Sorbo, dove ogni anno, a metà settembre, si tiene la tradizionale Sagra dell'Uva, che segna l'inizio della vendemmia.

## Geografia fisica
La particolare posizione geografica della frazione di Ventoso la rende molto esposta ai venti che provengono da Nord-Ovest da Est e da Sud-Ovest. Coperto ad Ovest dall'imponente Monte Titano, non risente invece dell'influenza del maestrale. Inoltre la peculiarità di essere sorto sulla strada più breve per Verucchio probabilmente rendeva il piccolo centro abbastanza importante come zona di confine, qualche centinaio di anni fa. 
La sua posizione panoramica rende Ventoso assai caratteristico per l'esposizione che gli offre un ampio campo visivo su tutta la costiera romagnola. Nelle giornate più terse è possibile godere anche della vista del campanile di San Marco e del promontorio di Gabicce, quest'ultimo quasi sempre visibile.

## Sport
Lo scollinamento del passo di Ventoso è stato luogo anche del passaggio di alcune edizioni del Giro d'Italia che prevedeva proprio al termine della salita un traguardo valido per il GPM. Oltre che dai pedali le strade di questa frazione sono state solcate anche dalle quattro ruote delle auto del Rally di San Marino e di qualche tour di auto storiche.